# 闊葉簑蘚
闊葉簑蘚（学名：Macromitrium holomitrioides）为木靈蘚科簑蘚屬下的一个种。

## 扩展阅读
- 維基物種上的相關：闊葉簑蘚